# Dějiny Austrálie

Státní znak Austrálie

Dějiny Austrálie jsou dějinami území a obyvatel dnešního Australského společenství. Domorodí Australané, takzvaní Austrálci, dorazili na australskou pevninu po moři z jihovýchodní Asie před 40 000 až 70 000 lety. Jejich umělecké a duchovní tradice patří k nejdéle přežívajícím v lidských dějinách. Evropané prvně přistáli u břehů Austrálie v roce 1606, díky nizozemskému mořeplavci Willemovi Janszoonovi. Později toho roku se španělský objevitel Luis Váez de Torres vylodil na ostrovech v průlivu, jež dnes nese jeho jméno. Dvacet devět nizozemských mořeplavců prozkoumalo západní a jižní pobřeží Austrálie v 17. století a nazvalo zemi Nové Holandsko. Indonéští průzkumníci navštívili australské severní pobřeží okolo roku 1720. Roku 1770 zmapoval východní pobřeží Austrálie poručík James Cook pro Británii a vrátil se s analýzou doporučující kolonizaci v Botanickém zálivu, v oblasti dnešní Sydney. První flotila britských lodí dorazila do této lokality v lednu 1788, aby vytvořila trestaneckou kolonii. V následujícím století Britové založili další kolonie v hloubi kontinentu. Původní Australané byli zatlačeni do západní a severní Austrálie a jejich počet se snížil kvůli zavlečeným nemocem a ozbrojeným konfliktům s kolonisty. Zlatá horečka a rozvoj zemědělství založený na vlně přinesly kolonii prosperitu. Od poloviny 19. století začala vznikat parlamentní demokracie. Obyvatelé šesti britských kolonií pak v referendu odhlasovali roku 1901 vznik federace, což Australané považují za vznik svého státu, byť vztah ke kolonizačnímu centru v Londýně se rozvolňoval jen pozvolna a dodnes je Austrálie součástí Commonwealthu. Austrálie také po boku Británie bojovala ve dvou světových válkách. Během té druhé se rovněž stala pevným spojencem Spojených států, když společně čelili Japonsku. Poválečný imigrační program pak přijal více než 6,5 milionu migrantů ze všech kontinentů.

## Austrálci

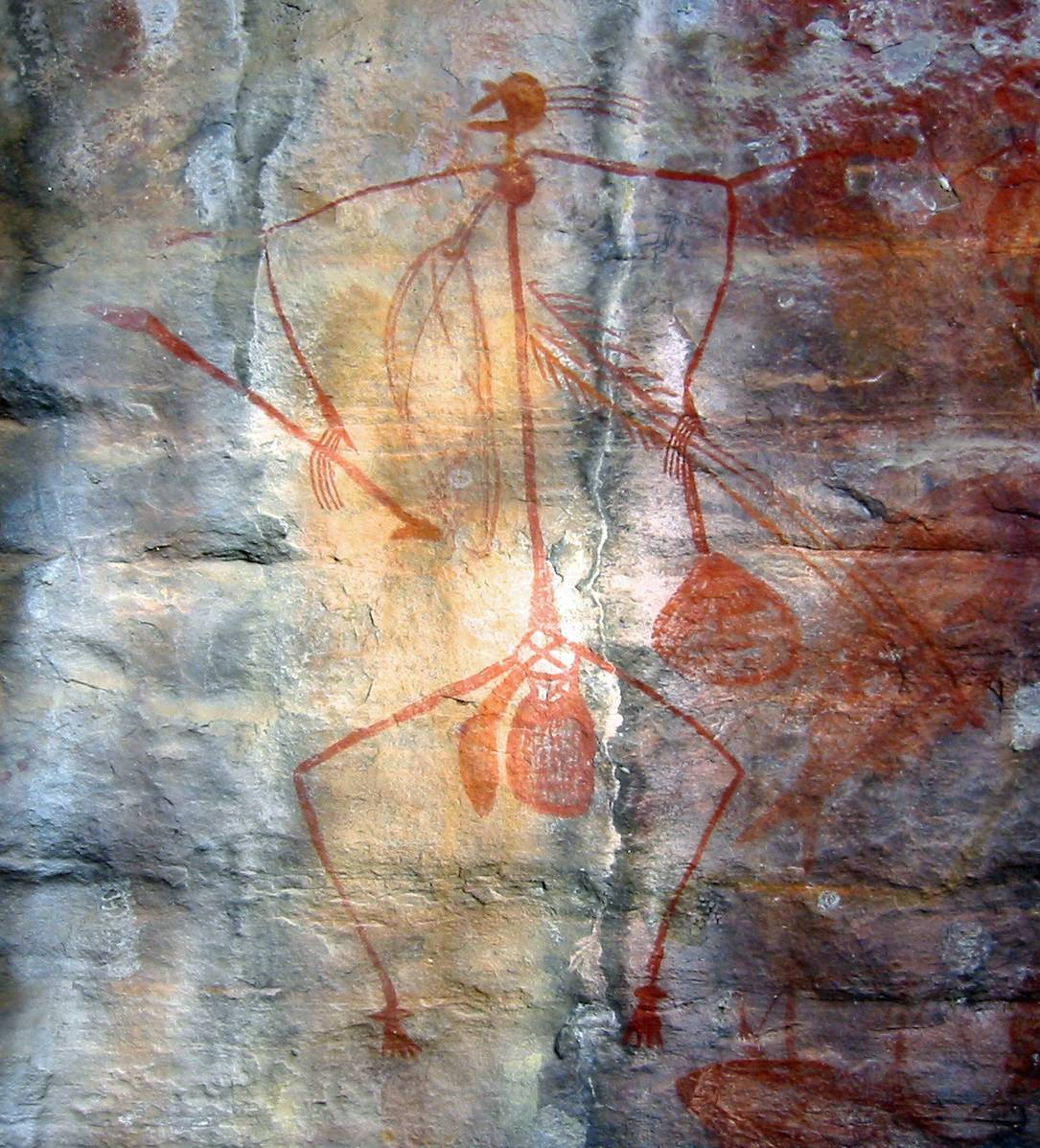
Skalní malby v národním parku Kakadu

Austrálci přišli z jihovýchodní Asie. Odborníci se však neshodují, zda přes pevninský most, zamrzlé úžiny anebo po moři – způsob migrace hodně závisí na době jejího časového určení, přičemž rozptyl je značný – mezi 40 000 až 70 000 lety př. n. l. Obvyklý názor za příčinu pohybu obyvatel jihovýchodní Asie na jih označuje klimatickou změnu, přesněji dobu ledovou. Podle australského archeologa Scotta Canea byla příčinou migrace tzv. tobská katastrofa, k níž došlo 72 000 let př. n. l. Šlo o erupci supervulkánu Toba v Indonésii na ostrově Sumatra, které je někdy připisováno poslední velké vymírání druhů. Nejstarší lidské pozůstatky v Austrálii byly nalezeny u vyschlého jezera Mungo, na jihozápadě Nového Jižního Walesu. Jsou zároveň důkazem jedné z nejstarších známých kremací na světě.
Austrálci používali kamenné nástroje a po svém příchodu brzy vyhubili obří vačnatce. Krajinu změnili žďářením, kterým si ulehčovali lov zvířat. Krajina tak získala většinově charakter savany. Většina Austrálců byli lovci a sběrači se složitou ústní tradicí a systémem duchovních hodnot založených na víře v tzv. „Čas snů“, tedy ve zlatou éru na počátku světa, kdy totemové bytosti stvořily svět, stanovily zákony a přikázaly obřady, jež je nutné provádět k zajištění kontinuity života. Domorodé umění Austrálců je považováno za nejstarší pokračující uměleckou tradici na světě. Doklady o něm lze vysledovat nejméně 30 000 let nazpět a nacházejí se v celé Austrálii, zejména v blízkosti Uluru a v národních parcích Kakadu či Ku-ring-gai. Tradiční odhad počtu Austrálců v Austrálii v době příchodu Evropanů byl 350 000, novější výzkumy uvádějí 750 000. Dělili se na zhruba 250 kmenů, z nichž každý měl vlastní jazyk; 200 z těchto jazyků již zcela zaniklo. Největší hustota obyvatelstva se předpokládá v údolí řeky Murray. Ostrovy Torresovy úžiny a části severního Queenslandu dále obývali ostrované z Torresovy úžiny, etničtí Melanézané. Jejich kultura však byla od dnešních Austrálců odlišná.

## Příchod Evropanů

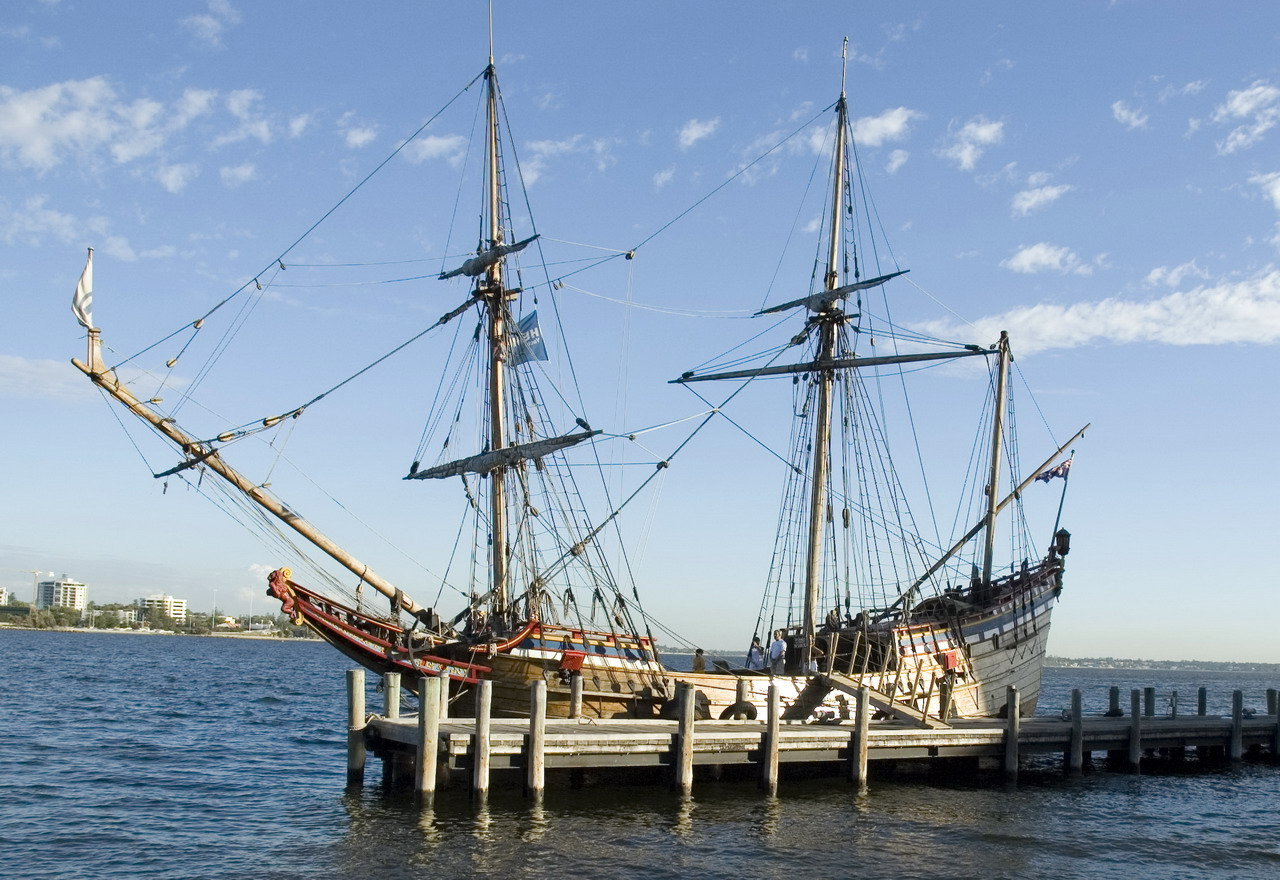
Replika lodi Duyfken mořeplavce Willema Janszoona

Existuje teorie portugalského přistání u břehů Austrálie ve 20. letech 16. století, je však stále diskutována. První skutečně zdokumentované přistání má na svém kontě nizozemská Sjednocená východoindická společnost, konkrétně Willem Janszoon na lodi Duyfken roku 1606. Ve stejném roce dorazila španělská expedice vedená Portugalcem Pedro Fernandes de Queirósem k břehům Nových Hebrid, přičemž se domnívala, že objevila legendární zem Terra Australis a pojmenovala ji Austrialia del Espiritu Santo (Jižní země Ducha svatého). Ve stejném roce Queirósův pobočník Luis Váez de Torres přeplul Torresův průliv a vstoupil na pobřeží severní Austrálie. V roce 1616 Nizozemec Dirck Hartog obeplul Mys Dobré naděje a chtěl plout do Batávie. Silný vítr ho však zahnal mimo kurz a přistál přibližně na 26° jižní šířky u ostrovů při pobřeží západní Austrálie, které nebyly obydlené. Oblast nazval Žraločí zátoka. Poté doplul až na pobřeží kontinentu, které nazval Zemí Eendracht, podle své lodi. Protože pobřeží bylo pusté, zdržel se zde pouze tři dny. Před odplutím na pobřeží zanechal cínovou desku, která se dnes nazývá Hartogův talíř. Roku 1627 další Holanďan François Thijssen objevil jižní pobřeží Austrálie a nazval ho Země Pietera Nuytse, na počest nejvyššího úředníka nizozemské Sjednocené východoindické společnosti na palubě. Další její člen, Pieter de Carpentier, prozkoumal roku 1628 severní pobřeží Austrálie, byl zde po něm pojmenován Carpentarský záliv. Abel Tasman v roce 1642 jako první Evropan vstoupil na území Tasmánie a Nového Zélandu. Na své druhé cestě do oblasti, v roce 1644, též významně přispěl ke zmapování Austrálie, zejména na severním pobřeží. Navzdory těmto úspěchům (a návrhům Pierra Purryho) Nizozemci nezahájili kolonizaci Austrálie. Zjistili, že domorodí Australané jsou méně schopní obchodovat s Evropany než Indové, Číňané a Japonci. Purryho kolonizační plán byl odmítnut s tím, že „není žádná vyhlídka na využití nebo prospěch pro společnost, naopak jsou jisté vysoké náklady“.

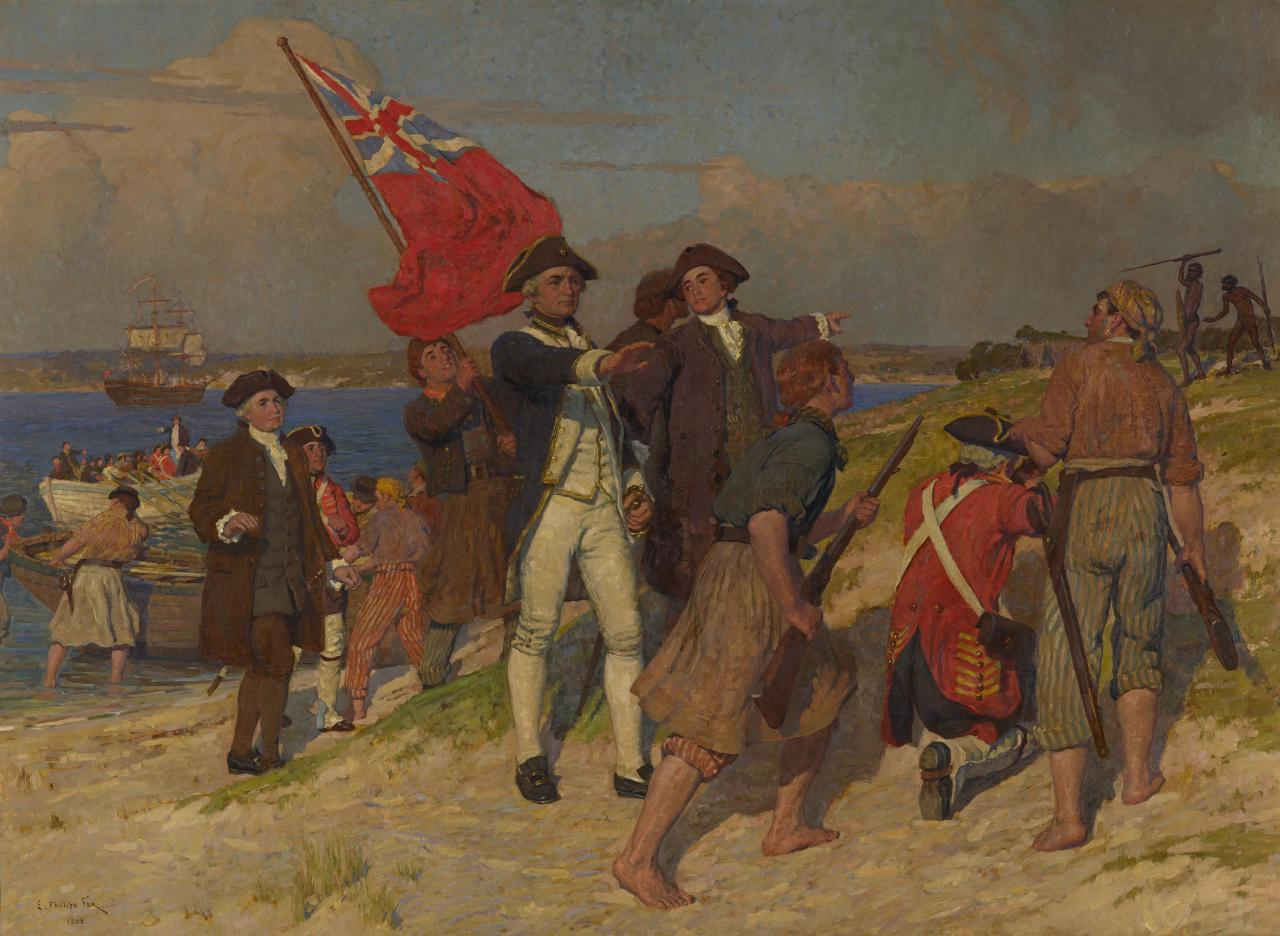
Přistání kapitána Cooka v Botanickém zálivu, malba z roku 1902

V této situaci vycítili příležitost Britové. V roce 1769 James Cook na lodi Endeavour přijel na Tahiti, aby pozoroval přechod Měsíce přes Venuši. Již však sebou vezl tajný pokyn admirality, aby se pokusil nalézt cestu k jižnímu kontinentu. Cook se rozhodl prozkoumat východní pobřeží, jedinou část Austrálie, kterou nizozemští mořeplavci neprobádali. 19. dubna 1770 posádka Endeavouru zahlédla východní pobřeží a o deset dní později Cook přistál v Botanickém zálivu. Cook zmapoval pobřeží spolu s přírodovědcem lodi Josephem Banksem, který následně sepsal zprávu o příznivých podmínkách pro založení kolonie, přičemž doporučil, aby kolonie byla trestanecká.
V roce 1772 přistála u břehů Austrálie francouzská výprava vedená Louisem Alenem de St Aloüarn, který jako první Evropan formálně vyhlásil svou suverenitu nad západním pobřežím, nicméně žádné reálné dopady tento akt neměl, konkrétní kroky k francouzské kolonizaci učiněny nebyly. Také kolonizační plány švédského krále Gustava III. z roku 1786 zůstaly jen na papíře. A tak bylo zřejmé, že budoucnost Austrálie bude britská, ačkoli teprve v roce 1788 dorazila do Botanického zálivu skutečně kolonizační britská výprava (tzv. First Fleet). Jedenáct lodí sebou přivezlo i první trestance, neboť Banksův plán byl přijat.

## Kolonizace
Trestanecký charakter kolonie byl podmíněn britskou ztrátou amerických kolonií v důsledku americké války za nezávislost (Britové předtím posílali tisíce trestanců ročně především do Marylandu a Virginie) a sílící kritikou podmínek v britských věznicích (zejm. filantropa Johna Howarda). Ovšem samotná kolonizace Austrálie měla i strategický charakter - na konci 18. století se Británie dostala do střetů se Španělskem a Nizozemskem a Austrálie byla vyhodnocena jako ideální základna případných námořních útoků na španělské državy na Filipínách a nizozemské v Indii.

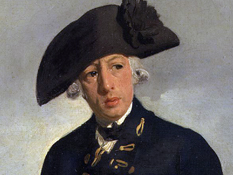
První guvernér Austrálie Arthur Phillip

Britská kolonie Nový Jižní Wales byla zřízena příjezdem 11 prvních plavidel pod velením kapitána Arthura Phillipa v lednu 1788. Sestávala ponejprv z více než tisíce osadníků, z toho 778 odsouzenců (192 žen a 586 mužů). Několik dní po příjezdu do Botanického zálivu se flotila přesunula do vhodnějšího přístavu Jackson, kde byla založena osada Sydney Cove (dnešní Sydney), a to 26. ledna 1788. Toto datum se později stalo australským státním svátkem. Kolonii formálně vyhlásil guvernér Phillip 7. února 1788. Zahrnovala ostrovy Nového Zélandu, ale již roku 1817 byl Zéland do značné míry vyčleněn.

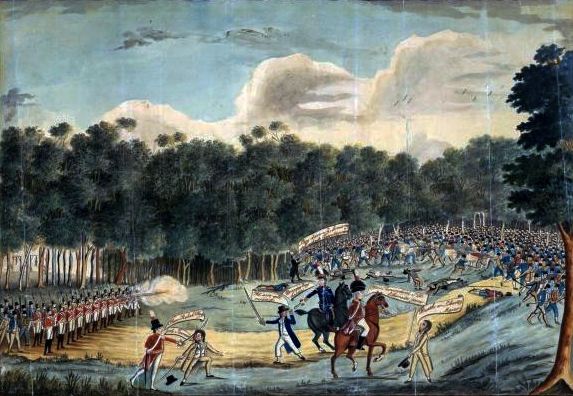
Trestanecká vzpoura z roku 1804

V letech 1788 až 1792 bylo v Sydney vyloženo 3546 mužských trestanců a 766 ženských. Často šlo o „profesionální zločince“ postrádající dovednosti potřebné pro založení kolonie. Mnoho nových příchozích bylo nemocných nebo neschopných práce. I podmínky zdravých odsouzených se zhoršovaly špatnou výživou. Potravinová krize kulminovala v roce 1790. Ani situace na lodích, které nové kolonisty vozily, nebyla lehká - například flotila z června 1790 ztratila čtvrtinu svých cestujících již během plavby, v důsledku epidemie. Phillipovy deníky, i některých jiných důstojníků, dokazují, že měli velké pochybnosti o životaschopnosti a budoucnosti kolonie. Vše se ale začalo měnit po roce 1792, poté, co prvním odsouzeným vypršely tresty. Britové přišli s opatřením, že odsouzený, který zůstane v Austrálii, získá vlastní půdu. Stejné opatření se vztahovalo i na vojáky, kterým skončila vojenská služba. To nastartovalo do té doby skomírající zemědělský sektor. 16. února 1793 dorazili do Austrálie první regulérní osadníci, kteří již nepřicházeli z trestu. Trestanecký charakter si však kolonie držela dlouho, dovoz vězňů skončil až roku 1868. V letech 1788 až 1868 bylo do Austrálie přepraveno přibližně 161 700 odsouzených (z toho 25 000 žen – nerovnováha pohlaví byla dlouho jedním z velkých problémů australské společnosti). Historik Lloyd Robson odhadl, že dvě třetiny z nich byli zloději z dělnických předměstí ze střední a severní Anglie. Většina z nich byli recidivisté. Někteří odsouzení, zejména Irové, byli transportováni do Austrálie za politické zločiny. To také vedlo k první a jediné vzpouře trestanců, roku 1804 (tzv. Castle Hill rebellion). Druhá vzpoura, tzv. rumová (Rum Rebellion), z roku 1808, už měla jiný charakter, šlo o rebelii několika důstojníků zapojených do černého trhu s rumem, kteří sesadili guvernéra. Jde o jediný úspěšný vojenský převrat v australských dějinách. Potlačen byl roku 1810, kdy byl instalován nový guvernér Lachlan Macquarie. Ten vládl v letech 1810-1821 a bývá označován za posledního autokrata v australských dějinách. Je ovšem také otcem australského egalitářství, neboť to byl on, kdo zavedl pravidlo, že odsouzenec, který získá svobodu, stává se plnohodnotným kolonistou – a začal takovým lidem přidělovat i úřady a dokonce funkci soudce.

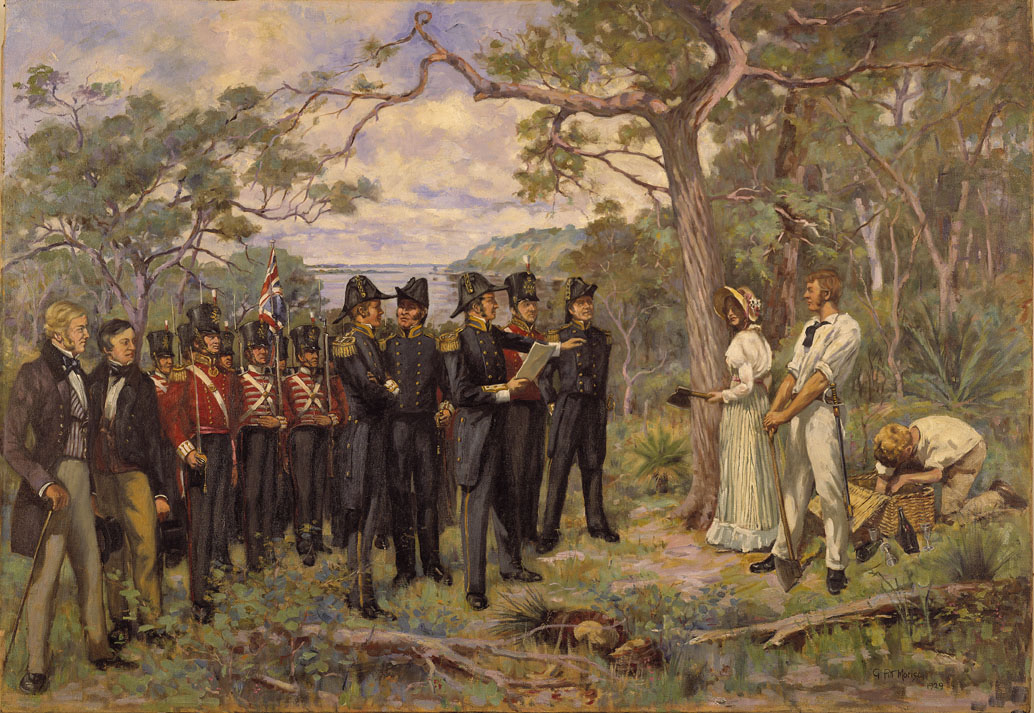
Založení Perthu roku 1829, obraz George Pitta Morisona

Britové následně rozšiřovali území a zakládali nové osady, z nichž mnohé byly opuštěny pro nehostinnost a nevhodné podmínky. Některé se ale uchytily: roku 1824 bylo založeno město Brisbane, roku 1829 Perth. Vznikaly ovšem také osady bez přímého posvěcení britské správy, kdy kolonisté zabrali půdu, kterou považovali za volnou (tzv. squatteři). To ovšem zostřovalo konflikty s domorodci. V západní části kontinentu, v tzv. Novém Holandsku, Britové nejprve teoreticky uznávali nizozemskou svrchovanost, od roku 1826 si však již činili nárok na celý kontinent. Brzy vznikly nové kolonie vedle Nového Jižního Walesu: Jižní Austrálie v roce 1836, Nový Zéland v roce 1840, Port Phillip v roce 1834, Victoria v roce 1851, Queensland v roce 1859, Severní teritorium v roce 1863. Osobitý charakter získala Jižní Austrálie, s městem Adelaide jako metropolí. Ta nevznikla jako trestanecká kolonie, ale z aktivity Edwarda Gibbona Wakefielda, který chtěl vytvořit kolonii plné svobody, politické i náboženské. Proto se také jižní Austrálie stala kolébkou australské demokracie, již roku 1851 zde proběhly první volby.
Jádrem australské ekonomiky se stal chov ovcí a výroba vlny. Roku 1834 byly z Austrálie do Anglie vyvezeny již dva tisíce tun vlny. Dovoz některých evropských zvířat ovšem narušil australský ekosystém (známé přemnožení králíků).
Záměrem prvního guvernéra Phillipa bylo navázat harmonické vztahy s domorodci. Po jeho odjezdu se však vztahy začaly zhoršovat a expanze Evropanů na západ kontinentu od 20. let 19. století pak znamenala nevyhnutelné konflikty. Domorodý odpor proti osadníkům vedl v letech 1788 až 1920 k zabití nejméně 20 000 původních obyvatel a 2000-2500 Evropanů. Od poloviny 19. století začalo násilné přemisťování domorodých Australanů do rezervací a misijních kolonií. Povaha mnoha z těchto institucí vedla k rychlému šíření nemocí mezi domorodci a velké úmrtnosti. Kontroverzním a později často diskutovaným opatřením bylo rovněž odebírání domorodých dětí z rodin.

## Zlatá horečka a dlouhý boom

Eureka flag, vlajka vzbouřenců z Eureky

Objev zlata v Austrálii je tradičně připisován Edwardu Hargravesovi, poblíž Bathurstu v Novém Jižním Walesu, v únoru 1851, byť stopy zlata byly nalezeny již v roce 1823 inspektorem Jamesem McBrienem. Hargravesův objev však dal věci do pohybu, neboť roku 1852 o něm referovaly anglické noviny, načež se do Austrálie vydaly tisíce dobrodruhů, z Evropy, Ameriky i Číny. Zlatá horečka se týkala především kolonie Victoria. Její populace rychle rostla, ze 76 000 lidí v roce 1850 na 530 000 v roce 1859. Chaos kolem těžby zlata vedl i k násilnostem a hornickým vzpourám. Největší z nich proběhla v roce 1854 ve městě Ballarat a je známá jako vzpoura v Eurece (Eureka Rebellion), podle názvu jednoho z předměstí Ballaratu. Vzpoura neměla jen sociální charakter, ale měla i demokratické podtóny a byla namířena proti britské nadvládě. Modrá vlajka s bílým křížem, kterou horníci (a potažmo organizace Ballarat Reform League) užívali, je často považována za alternativu k australské vlajce a má většinou význam vzpoury a protivládního odporu. Ve 21. století jí často užívá jak australská krajní pravice, tak australští odboráři, kteří vzpouru v Eurece považují za vznik odborového hnutí. Ačkoli vzpoura byla rozdrcena, nutno říci, že samo odborové hnutí bylo v dalších letech značně úspěšné. Nedostatek pracovních sil totiž vedl k vysokým mzdám, uzákonění osmihodinového pracovního dne a dalším výhodám, v té době v Evropě neslýchaným. Austrálie získala pověst „ráje pracujících“. Někteří zaměstnavatelé se pokusili podkopat rostoucí vliv odborů dovozem levných čínských pracovníků. To vyvolalo protitlak odborů, které si u koloniálních správ vynutily omezování přistěhovalectví z Asie. To vedlo k rozšíření politiky „Bílé Austrálie“ (White Australia policy), která byla dlouho součástí australského politického konsensu a rozpadla se až po druhé světové válce, přičemž definitivně byla z legislativy jako rasistická odstraněna roku 1973. Druhá polovina 19. století byla každopádně ve znamení rychlého ekonomického růstu, někdy nazývaného „dlouhý boom“, během nějž se Melbourne údajně stalo nejbohatším městem na světě. Boom skončil v 90. letech 19. století. Byl doprovázen růstem populace, v roce 1900 dosáhla 3,7 milionu, přitom téměř milion lidí žil v Melbourne a Sydney. Populace ovcí v roce 1891 dosáhla 100 miliónů.

## Zrod demokracie a federace

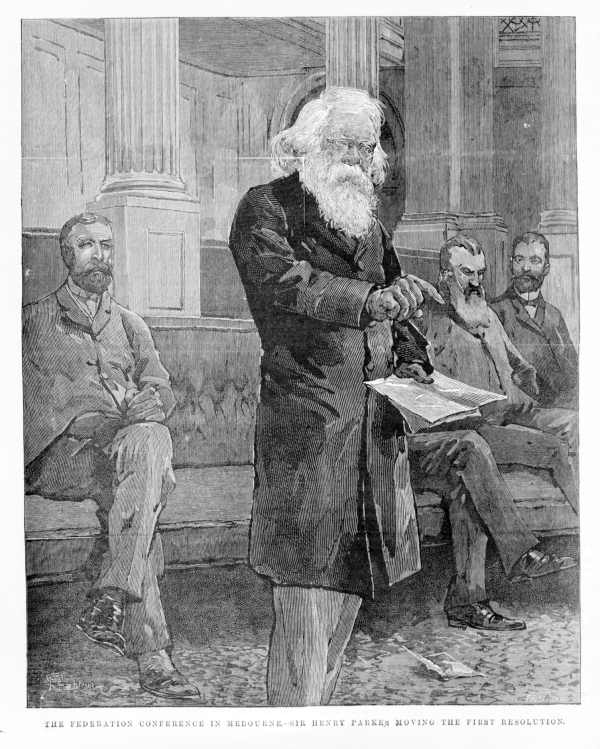
Henry Parkes, otec australské federace

William Wentworth založil v roce 1835 Australskou vlasteneckou asociaci (Australian Patriotic Association), která se stala první australskou politickou stranou. Požadovala demokratickou vládu pro Nový Jižní Wales. Významnou postavou boje za občanská práva se stal též John Plunkett.
Roku 1836 byl přijat Církevní zákon (Church Act), který zavedl rovnost mezi anglikány, katolíky, presbyteriány a později i metodisty (vzhledem k nedůvěře v rebelující Iry, kteří byli katolíky, byl katolicismus v počátcích kolonie diskriminován).
První australské parlamentní volby (do zákonodárné rady Nového Jižního Walesu) se uskutečnily v roce 1843, přičemž hlasovací právo měli jen muži, kteří vykázali majetek v hodnotě 1000 liber. Roku 1855 bylo v Jižní Austrálii uděleno právo volit všem mužům (Britům) starším 21 let. Toto právo se rozšířilo na Victorii v roce 1857 a na Nový Jižní Wales v následujícím roce. Ostatní kolonie následovaly až v roce 1896. Ženám bylo v Jižní Austrálii uděleno právo hlasovat v místních volbách (nikoli parlamentních) v roce 1861. Henrietta Dugdaleová založila roku 1884 první australské hnutí za volební právo žen. Australské ženy získaly právo volit do parlamentu Jižní Austrálie v roce 1895. Souběžně bylo ženám umožněno kandidovat, jako prvním na světě. Domorodí australští muži získali právo volit ve Victorii, Novém Jižním Walesu, Tasmánii a Jižní Austrálii stejně jako ženy roku 1895. Pouze Queensland a západní Austrálie zakázaly domorodcům hlasovat.
Souběžně s demokratizací rostla míra autonomie australských kolonií na Británii. Mezníkem se stal Zákon o australské vládě v koloniích z roku 1850, který dal jednotlivým koloniím vlastní ústavy. Nový Jižní Wales se v roce 1855 stal první kolonií, která získala vládu, jež spravovala drtivou většinu vlastních záležitostí. Rok poté se to samé stalo ve Victorii, Tasmánii a Jižní Austrálii. Roku 1859 následoval Queensland, v roce 1890 západní Austrálie. Koloniální úřad v Londýně udržel kontrolu jen nad zahraničními záležitostmi, obranou a mezinárodní dopravou.
V druhé polovině 19. století se formoval také australský nacionalismus. Pozoruhodné bylo, že ačkoli byla Austrálie nejvíce urbanizovanou společností Západu, australský nacionalismus se hodně zaobíral tématem buše a její formativní síly na australskou duši. To se silně projevilo v rodící se australské literatuře a v malířství.
Mezi koloniemi existovala jistá rivalita, ale pozvolna se rodilo i vědomí jednoty. Pomohlo zavedení telegrafu roku 1877 a potřeba koordinace při budování železnice. První, kdo začal mluvit o nutnosti federální vlády, byl premiér Nového Jižního Walesu Henry Parkes roku 1889. Proto je zván „otcem federace“. V roce 1890 se zástupci šesti kolonií a Nového Zélandu setkali v Melbourne a vyzvali ke sjednocení země. Jmenovali též zástupce do komise, která měla připravit federální ústavu. Výsledkem byl návrh, který byl roku 1898 předložen obyvatelům čtyř kolonií ke schválení v referendu. Nový Jižní Wales návrh však zamítl, a tak byl upraven a roku 1899 se konala druhá série referend, tentokrát již pěti kolonií. Návrh byl schválen. V roce 1900 ho schválil i britský parlament a podepsala královna Viktorie. Vzápětí se k pěti koloniím připojila i Západní Austrálie. 1. lednem 1901 tak vznikla Australská federace.

## První roky federace a světová válka

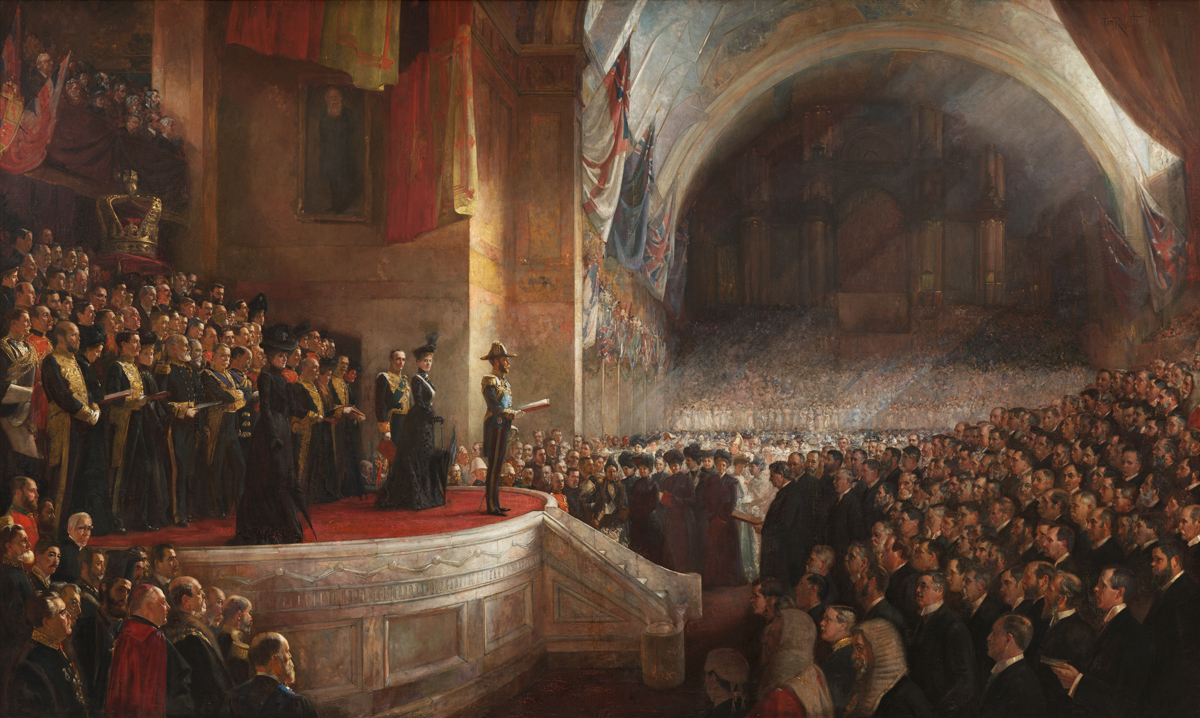
První jednání federálního parlamentu roku 1901, obraz Toma Robertse

První federální volby se konaly v březnu 1901. Zvítězila liberální, ale ochranářská Protectionist Party. Díky podpoře třetích labouristů sestavila první vládní kabinet, s Edmundem Bartonem v čele.
Začátek století byl ve znamení značné role odborů. Počet jejich členů stoupl ze 100 000 v roce 1901 na více než půl milionu členů v roce 1914. Odbory úzce spolupracovaly se stále sílícími labouristy, kteří roku 1904 sestavili první vládu s Chrisem Watsonem v čele. Další pak v roce 1908. Roku 1907 byla zavedena minimální mzda a v roce 1908 vznikl státní důchodový systém. Tažení sociálních demokratů ponouklo pravicové strany (Protekcionistickou stranu, Stranu volného obchodu a některé další) k vytvoření silné liberální strany (Commonwealth Liberal Party) roku 1909. Na ní navazuje i dnešní liberální strana. V roce 1913 byla v západní Austrálii založena Country Party jako v zásadě agrárnická strana, dnes na ní navazuje Národní strana (National Party). Tyto tři strany a jejich ideologie (demokratický socialismus, liberalismus a ochranářský nacionalismus) se staly třemi pilíři australské demokracie 20. století.
Všechny tři hlavní proudy se shodovaly na politice Bílé Austrálie. Zákon o omezení imigrace z roku 1901 byl jedním z prvních zákonů přijatých novým australským parlamentem. Umožnil třídit imigranty jazykovým testem. Ten mohl být imigračním úřadem nařízen v kterémkoli z evropských jazyků, čímž dával imigračním úředníkům možnost libovolně vylučovat kohokoli - je známo, že když ve 30. letech chtěla vláda zabránit vstupu československého komunistického novináře Egona Erwina Kische na australskou půdu, podrobila ho testu ve skotské gaelštině (nakonec Vrchní soud Austrálie rozhodl, že skotská gaelština není typickým evropským jazykem a Kisch do Austrálie mohl). Primárně však jazykový test měl bránit příchodu asijských (zejm. čínských) a tichomořských přistěhovalců.
Hlavním městem Austrálie bylo od roku 1901 Melbourne. Vláda zde sídlila až do roku 1927. Roku 1911 nicméně bylo rozhodnuto o výstavbě zcela nového hlavního města Canberra, kam se federální moc postupně přesouvala.

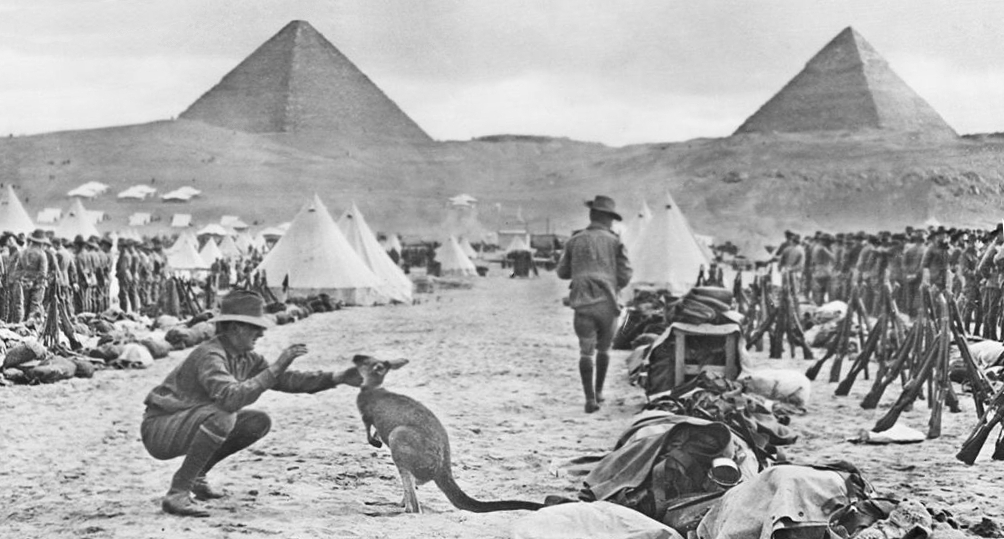
Australští vojáci za první světové války v Egyptě

Když Británie roku 1914 vstoupila do první světové války, dočkala se v Austrálii živelné a autentické vlny solidarity. Více než 416 000 australských mužů se dobrovolně přihlásilo do armády a zapojilo do bojů v letech 1914 až 1918. Historik Lloyd Robson to odhadl na třetinu až polovinu způsobilé mužské populace tehdejší Austrálie. Slavné a velice krvavé bylo jejich angažmá v pokusu dobýt Gallipoli (v dnešním Turecku). Zahynulo při něm během osmi měsíců bojů 8141 Australanů. Ačkoli britsko-australské jednotky u Gallipoli prohrály, pro Australany se Gallipoli stalo významným stavebním kamenem národní identity. Památku veteránů si Australané také každoročně připomínají 25. dubna, v den vylodění na Gallipoli v roce 1915. Australané bojovali především na Blízkém východě proti Osmanům, ale působili i na západní frontě, například v bitvě na Sommě. John Monash byl jmenován velitelem sboru australských sil v květnu 1918 a vedl některé významné útoky v závěrečných fázích války na západní frontě. Jako jeden z prvních pochopil, že posílat pěchotu proti kulometům je nesmysl, a že v nových technologických podmínkách moderní války musí pěchota útočit pod ochranou kulometů, tanků, minometů nebo letadel.
V letech 1916 a 1917 vláda vypsala dvě referenda o tom, zda má klasicky mobilizovat na základě branné povinnosti, avšak veřejnost to v obou případech zamítla, takže australské sbory zůstaly dobrovolnické. Na bojištích nicméně zahynulo celkem 60 000 Australanů a 160 000 bylo zraněno, takže Australané patřili k národům, které za válku - relativně - zaplatily nejvíce.
Poválečná Versailleská smlouva byla první mezinárodní smlouvou, kterou Austrálie podepsala. Na pařížské konferenci Austrálii zastupoval premiér Billy Hughes. Proslulou se stala jeho hádka s americkým prezidentem Woodrow Wilsonem. Hughes Wilsonovi řekl: „Já tu mluvím za 60 000 padlých. Za kolik padlých mluvíš ty?“ Ukazuje to roli první světové války v australském vědomí - za svou oběť Austrálie žádala uznání jakožto nezávislé země, ba nové mocnosti. Hughes na konferenci též zablokoval některé japonské požadavky, neboť byl růstem moci Japonska znepokojen (předmětem kritiky ovšem občas bývá, že takto zablokoval i požadavek na zrovnoprávnění všech ras). Už když - z vůle Britů - Japonci za války zabrali některé německé državy v Pacifiku, Hughes proti tomu u Britů protestoval. Versailleská konference také dala do správy Austrálie mj. Novou Guineu a Nauru.

## Meziválečná éra a druhá světová válka

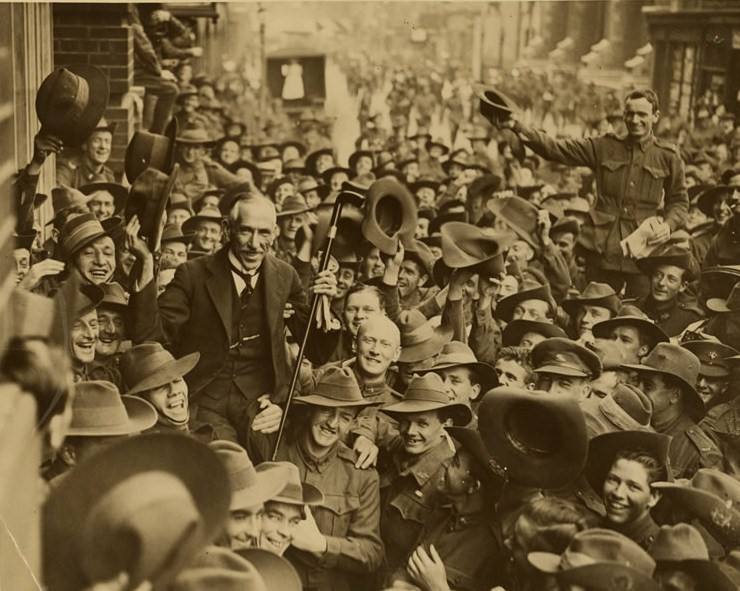
Premiér Billy Hughes se z Pařížské mírové konference v roce 1919 vrátil jako hrdina

Billy Hughes, zvaný pro svou zarputilost „malý bagr“ (little digger), byl představitelem Nacionalistické strany (Nationalist Party), nové síly, která vznikla spojením části liberální a části labouristické strany. Ve 20. letech 20. století to byl v Austrálii klíčový politický hráč, její další premiér Stanley Bruce vládl v letech 1923–1929. Ve 30. letech se strana sloučila s další částí odpadlíků od labouristů a pod názvem United Australia Party znovu vládla v letech 1932–1939 (premiér Joseph Lyons) a 1939–1941 (premiér Robert Menzies). Silní zůstali i labouristé (premiér James Scullin vládl 1929-1932, John Curtin v letech 1941–1945) a agrárníci (premiéři Earle Page 1939 a Arthur Fadden 1941). Liberálové ustoupili načas do pozadí, udrželi však silnou pozici v některých regionech, zejména v Queenslandu. Komunistické ideje se prakticky neprosadily, uchytily se jen v části odborového hnutí.
Politická závislost na Británii byla prakticky vynulována, když Britové roku 1926 udělili Austrálii statut dominia (jež je jen symbolicky podřízeno britské koruně, jinak v žádném jiném smyslu), což stvrdil tzv. Westminsterský status z roku 1931, který však, paradoxně, přijali Australané až po jistém zdráhání, v roce 1942, neboť přináležitost k Británii jim nijak nevadila.
Ve 20. letech vládl v Austrálii v hospodářské sféře optimismus. Symbolem rozmachu byl automobil - v roce 1918 jich v Austrálii bylo 50 000, za deset let již desetkrát tolik. Známý je citát premiéra Bruce z té doby, že Austrálie potřebuje jen „lidi, peníze a trhy“, přičemž „vše získá v Británii“. Imigrační kampaní se skutečně podařilo přilákat do Austrálie 300 000 Britů, byť některé pro ně připravené osidlovací projekty, založené na umělém zavlažování suchých oblastí, zkrachovaly. Také obchodní vztahy s Británií se rozvíjely skvěle, ovšem dovoz převažoval nad vývozem a ve vývozu dominovaly dvě komodity - pšenice a vlna, což učinilo australskou ekonomiku na prahu světové krize dosti zranitelnou. Zranitelnost zesilovalo i značné zadlužení, zvláště Nového Jižního Walesu. Když v roce 1929 světová hospodářská krize přišla, dopadla na Austrálii skutečně velice tvrdě. Neřešitelné dluhy Nového Jižního Walesu musela převzít federální vláda, aby provincie nemusela vyhlásit bankrot. Lidé dali ve federálních volbách důvěru labouristům, ti se však rozštěpili kvůli hádkám, jak na krizi reagovat. Krizi tak nakonec od roku 1931 řešila především United Australia Party. Premiér Joseph Lyons zvolil politiku tvrdých škrtů, snižování mezd a vyrovnaných rozpočtů. Byla svým způsobem úspěšná, neboť již v roce 1932 zaznamenala Austrálie ekonomické oživení. Tehdy také kulminovala nezaměstnanost, dosahující okolo 30 procent (o její výši se však vedly často spory, podle odborů byla ještě vyšší). Australská krize tak byla tvrdá, ale rychlá.

Propagandistický plakát z roku 1942 varující před japonskou rozpínavostí

Vláda si ve 30. letech pomohla také zbrojní výrobou. Její kola se roztočila naplno po roce 1937, kdy vládu vyděsila japonská agrese v Číně. Premiér Menzies věřil v tradiční vojenskou spolupráci s Británií, avšak začaly se ozývat i hlasy, zejména od labouristů, že na Británii nelze spoléhat, neboť bude-li v Evropě bojovat s Německem, sotva zvládne souběžně porazit Japonce v Tichomoří. Nicméně ve chvíli, kdy válka vypukla, Australané vyrazili Britům na pomoc podobně jako za první světové války - bojovali zejména u Tobruku a El Alameinu. Menzies, znepokojený tím, že Británie nezesílila obranu Singapuru, se však zdráhal poslat jednotky do Evropy. Tušil, že Austrálie bude muset myslet zejména na vlastní obranu a na boj v Tichomoří. Po japonském napadení americké základny Pearl Harbor v prosinci 1941, jímž vypukla válka i v Pacifiku, se australské námořnictvo vydalo bránit Singapur. Utržilo však těžké rány. Ukázalo se, že sázka na bitevní křižníky byla chyba, Australanům zcela chyběly klíčové zbraně moderní námořní války - letadlové lodě.

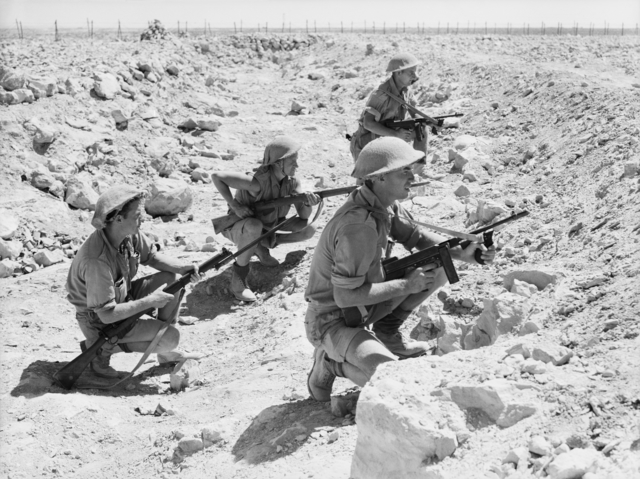
Australští vojáci v bitvě u Tobruku

Australané žádali Brity o větší aktivitu v Tichomoří, ti však nebyli již skutečně globální války schopni. Austrálie tedy vydala historické prohlášení, že obrana demokracie v Tichomoří je nově na Spojených státech a Austrálii a jejich spolupráce musí probíhat bez ohledu na tradiční vazby k Británii. Tím byl ohlášen významný geopolitický přesun. Rozhodujícím spojencem Austrálie (až do dnešních dnů) se staly Spojené státy, poslední reálné mezinárodněpolitické vazby na Londýn byly přeťaty. Emocionálně toto přetnutí podpořil šok australské veřejnosti z britských porážek v Malajsii a Singapuru, přičemž zejména v Singapuru prožily potupný akt kapitulace i australské jednotky. Do zajetí zde padlo 15 000 australských vojáků. Mnozí ze zajatců pak prožili peklo - v roce 1943 jich zemřelo 2815 při stavbě japonské barmsko-thajské železnice, v roce 1944 Japonci vyslali 2000 australských zajatců na pochod smrti, který přežilo jen šest lidí - šlo o nejhorší válečný zločin spáchaný na Australanech v celé historii.

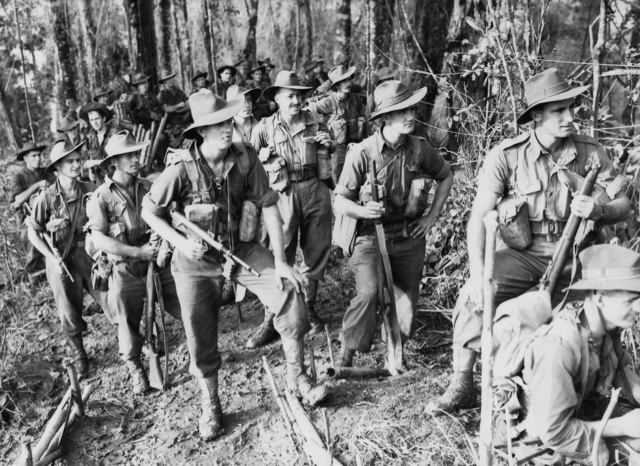
Australští vojáci na Nové Guineji, prosinec 1943

Po pádu Singapuru premiér Curtin veřejnosti oznámil, že nyní ji čeká bitva o Austrálii. A skutečně, 19. února Japonci masivně bombardovali Darwin. Australská pevnina tak byla poprvé v historii napadena. Během následujících 19 měsíců byla Austrálie napadena ze vzduchu ještě téměř stokrát. Britský premiér Winston Churchill chtěl, aby byly australské jednotky ze Singapuru převeleny k obraně Barmy. Curtin to však odmítl a povolal vojáky zpět do Austrálie, v očekávání japonské invaze. V březnu 1942 byly australské jednotky podřízeny americkému velení, konkrétně generálu Douglasovi MacArthurovi. Ten svůj štáb umístil do Melbourne. Japonci k útokům leteckým přidaly v červnu 1942 ponorkové útoky na australské přístavy. Japonci invazi zahájili na australském území na Nové Guineji. Mezi červencem a listopadem 1942 australská armáda japonský útok zastavila. Bitva o Milne Bay v srpnu 1942, kterou Australané svedli, byla první porážkou japonských pozemních sil během druhé světové války. Ve stejné době se Australané vyznamenali na africkém bojišti, ve druhé bitvě u El Alameinu. Bitva o Novou Guineu nicméně trvala až do roku 1945. Australané se také podíleli na ofenzivě na Borneu. Na konci války stáli znovu mezi vítězi, za cenu zhruba 40 000 obětí.
Válka ovlivnila i vnitřní poměry v Austrálii. Nezbytnost centralizace a vyšších daní posílila federální moc na úkor autonomie jednotlivých států svazu. Jako i jinde v západním světě válka též posílila postavení žen ve společnosti a pomohla jejich poválečné emancipaci.

## Menziesovská éra

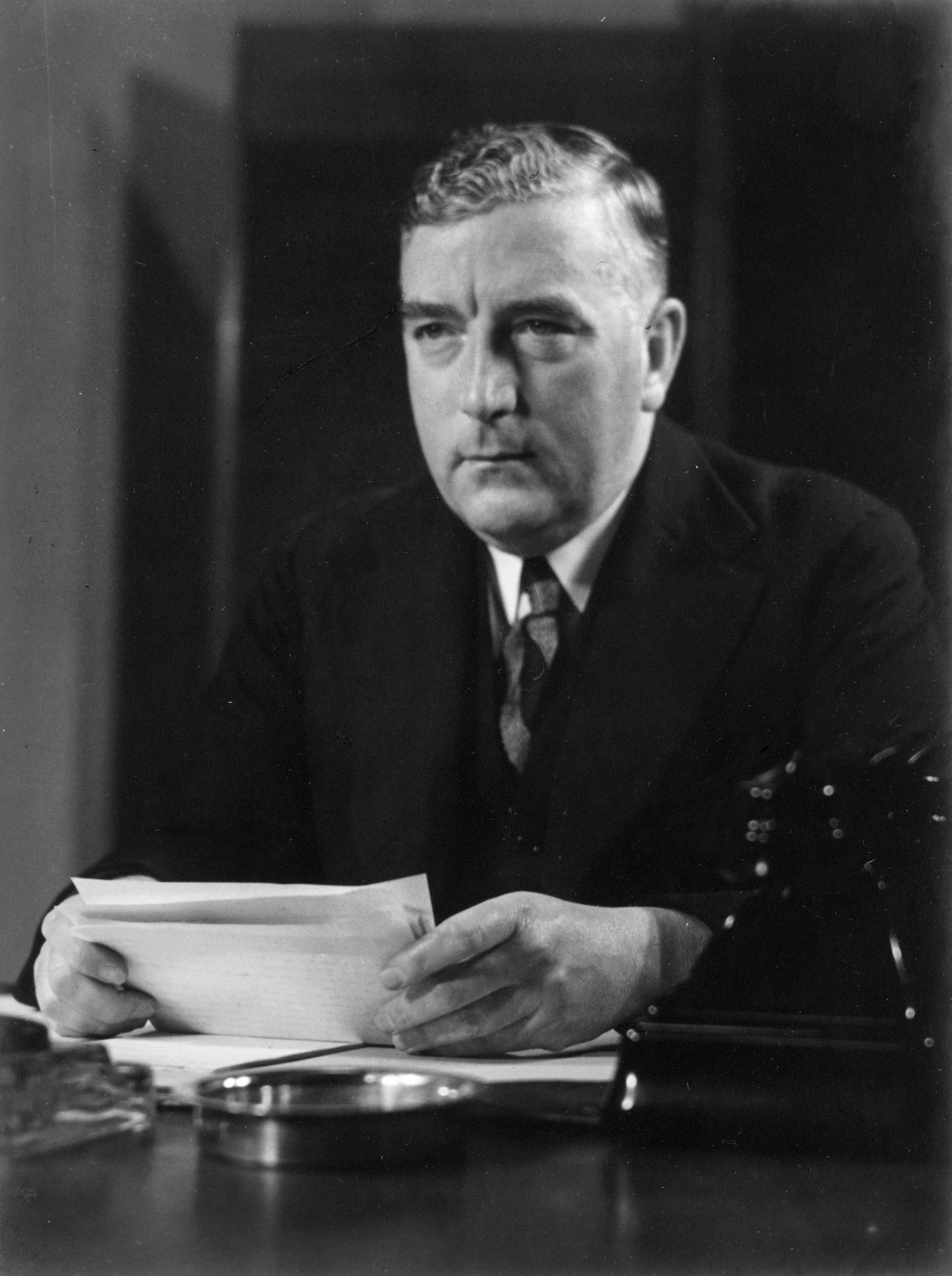
Robert Menzies, otec poválečného blahobytu

Po válce se změnilo australské politické klima. Nejsilnější politickou stranou se stali, po krátkém vzepětí levice, liberálové. Ti získali až mocenskou hegemonii – vládli zemi v letech 1949–1972. Ústřední postavou poválečné politiky se stal Robert Menzies, politický matador, který opustil řady United Australia Party a stal se ikonou liberálů. Post premiéra zastával v letech 1949-1966, tedy více než osmnáct let. Je to australský rekord, jemuž se po něm nikdo ani nepřiblížil. Liberálové pod Menziesovým vedením se vyhoupli do sedla poté, co v roce 1949 vedli v předvolební kampani tažení proti záměru labouristů znárodnit banky. K porážce levice přispěla i obava středních vrstev z komunistické strany, která krátce po válce zažila svou hvězdnou chvilku a pokoušela se ochromit zemi výzvami ke stávkám.
Komunistické nebezpečí vedlo Menziesovy liberály i k zapojení se do korejské války. Na korejský poloostrov tak zamířily australské jednotky okupující Japonsko. 17 000 Australanů se zapojilo do bojů, počet australských obětí činil více než 1 500. Australané podpořili Američany i ve vietnamské válce od poloviny 60. let. Ztratili v této válce 500 mužů.
V průběhu korejské války se liberální vláda pokusila zakázat Komunistickou stranu Austrálie - nejprve zákonem v roce 1950 a později referendem v roce 1951. Ani jeden pokus nebyl úspěšný. Sociální demokraté se uvnitř své strany přeli o to, jaký postoj ke komunistickému nebezpečí a rudým odborům zaujmout, až se rozštěpili na dvě strany. To ovšem ještě více posílilo pozici liberálů, kteří vyhráli všechny volby až do roku 1972.
Menziesova dlouhá vláda je spojena s mimořádným ekonomických rozmachem, pevným spojenectvím se Spojenými státy (smlouva SEATO z roku 1955), antikomunismem, navázáním pevných obchodních vztahů se starým nepřítelem Japonskem (jež se stalo pro Austrálii největším odbytištěm, zejména uhlí), neschopností plně otevřít trh a zrušit tradiční ochranářská opatření (to byl kompromis s odbory a zemědělci) a politikou otevření se migraci.

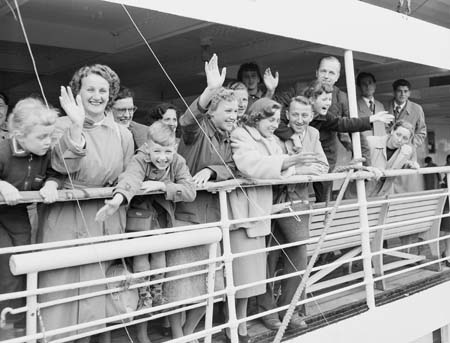
Nizozemští migranti přijíždějí roku 1954 do Austrálie

Na proimigrační politice panovala shoda mezi pravicí a levicí – Australané získali během války pocit, že je jich příliš málo na uhájení tak velké země. Heslo „zemi osídlíme, nebo zahyneme“ bylo bráno v poválečné éře zcela vážně. Tradičně vláda stála o migranty z Británie, avšak těch příliš přicházet nechtělo. Austrálie se tedy otevřela Irům a Jihoevropanům. Práce pro ně bylo dost, mj. i díky velkým státním projektům, jako byl Snowy Mountains Scheme, hydroelektrický a závlahový komplex v jihovýchodní Austrálii, který byl tvořen šestnácti obřími přehradami a sedmi elektrárnami. Postaven byl v letech 1949 až 1974 a zůstává největším inženýrským projektem v dějinách Austrálie. Pracovalo na něm 100 000 lidí z více než 30 zemí a je tak i symbolem nové, více různorodé, poválečné Austrálie. V letech 1945 až 1985 migrovalo do Austrálie 4,2 milionu lidí, z toho asi 40 procent pocházelo z Británie a Irska. V roce 1959 dosáhla australská populace úrovně 10 milionů obyvatel. V květnu 1958 Menziesova vláda schválila nový zákon o migraci, který zrušil jazykový test pro migranty. V roce 1973, na sklonku vlády liberálů, byly odstraněny poslední zbytky politiky Bílé Austrálie z legislativy.
Typickou byl pro Menziesovu éru jakýsi společenský kompromis – hodně prostoru pro obchod, ale za cenu značného přerozdělování bohatství. Šlo o jakousi australskou variantu evropského sociálního státu. V šedesátých letech měla Austrálie nejrovnoměrnější rozdělení příjmů v západním světě.
Kulturně znamenala „Menziesova éra“ jevy podobné jako v jiných západních zemích té doby – kulturu volného času, raného konzumu, středostavovských předměstí tvořených rodinnými domy. Na začátku šedesátých let mělo 94 % domácností ledničku, 50 % telefon, 55 % televizi, 60 % pračku a 73 % vysavač. Kromě toho většina domácností vlastnila auto - 96,4 % v roce 1971.

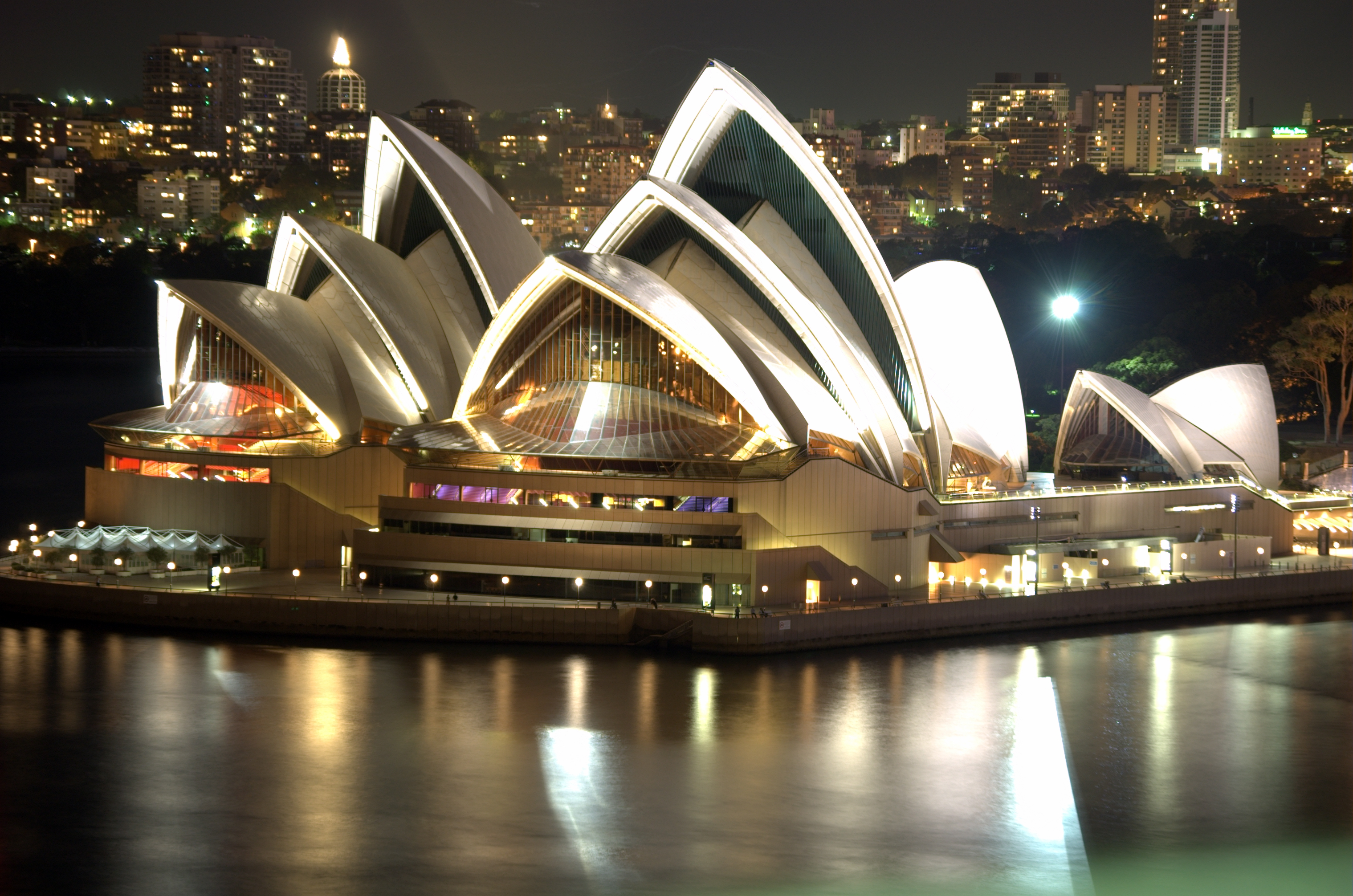
Opera v Sydney otevřená roku 1973

Menzies byl připraven otevřít i otázku práv domorodců. Jeho vláda v roce 1962 zrušila poslední překážky, jež byly v některých státech Australského svazu domorodcům kladeny u voleb. Ovšem v atmosféře 60. let, kdy se občanská práva stala velkým tématem všude v západním světě, se tématu chopili zvláště aktivisté. Začala rozsáhlá celospolečenská diskuse o tom, jak závažné byly zločiny Evropanů na domorodcích v kolonizační éře. Této debatě se říká History Wars. Souběžně probíhal tlak na zřeknutí se koloniálního vlivu - v roce 1972 Nová Guinea získala autonomii a v roce 1975 vznikl nový, samostatný stát Papua Nová Guinea. Nauru získalo nezávislost v roce 1968.
Menzies se stáhl z vedení země v roce 1966 a nahradil ho Harold Holt. Ten se v roce 1967 utopil, ale liberálové udrželi vládu až do konce roku 1972. Za rok byla v Sydney otevřena opera, unikátní stavba, která si vysloužila rekordně rychlý zápis na seznam Světového dědictví UNESCO, a která se stala symbolem poválečné, dynamické Austrálie. Austrálie menziesovské.

## Vývoj od roku 1972
Labouristé se dostali k moci v prosinci 1972, po 23 letech opozice, pod vedením Gougha Whitlama. Přinesli řadu změn. Dramaticky zvýšili státní výdaje. Během několika týdnů odvolali poslední jednotky z Vietnamu. Uznali Čínskou lidovou republiku a uzavřeli velvyslanectví na Tchaj-wanu. Později zrušili poplatky za studium na univerzitách a zavedli národní systém zdravotní péče.
V letech 1975-1983 se podařilo vládu uzmout znovu liberálům, pod vedením Malcolma Frasera. Pokoušeli se o rozpočtové škrty, ale hospodářství nevybředlo z recese. Fraser též přišel s politikou ústupků domorodcům (zákon z roku 1976 o jejich nezcizitelných nárocích na půdu) a podpory migrace z Asie. Odmítl však zastavit výstavbu Franklinské přehrady v Tasmánii, což dalo vzejít hnutí, z něhož se nakonec zrodila australská strana zelených.

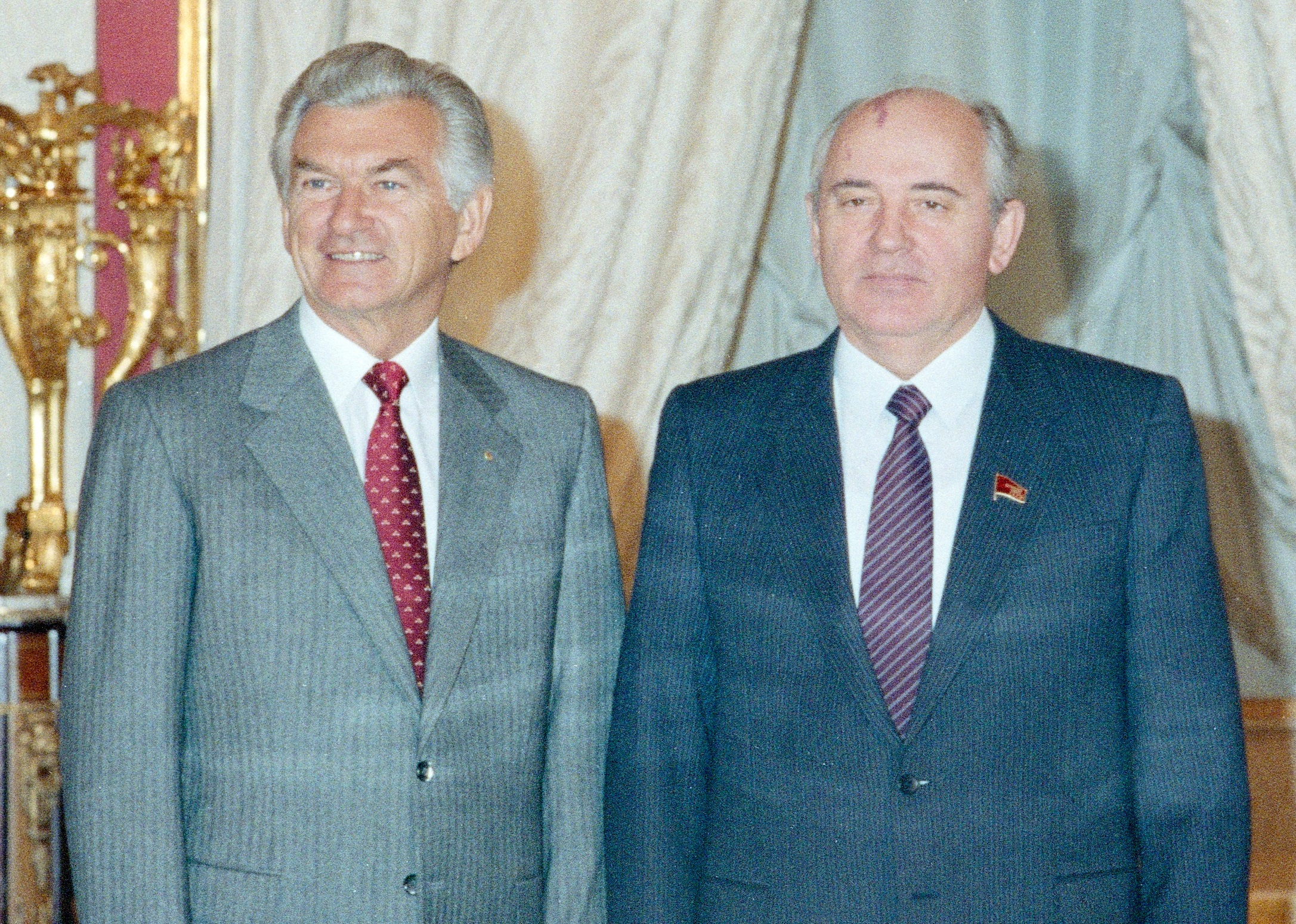
Bob Hawke a sovětský vůdce Michail Gorbačov roku 1987

V roce 1983 se k moci vrátili sociální demokraté a drželi ji až do roku 1996. To byla éra, kdy v USA a Británii vládla neokonzervativní a neoliberální politika. Labourističtí vůdci Bob Hawke a Paul Keating některé aspekty neoliberální politiky přijali. Uvěřili ve volný trh a deregulaci. Snížili či zrušili cla. Přidali ekologické akcenty (jedním z prvních opatření labouristů bylo zastavení výstavby Franklinské přehrady) a politiku nové podnikové kultury. Uchovali všeobecné zdravotní pojištění. Mezi dvěma lídry, Hawkem a Keatingem, byli ovšem i rozdíly. Hawke věřil v tradiční spojenectví s USA a zapojil se do války v Zálivu roku 1991. Keating přišel s novým důrazem na kooperaci v rámci APEC, tedy se státy jihovýchodní Asie, zvláště zlepšil vztahy s Indonésií. Keating pokračoval v posilování práv domorodců a otevřel debatu, zda by se Austrálie měla stát republikou. Roku 1999 bylo dokonce vypsáno referendum, ale 54,87 % hlasujících se vyslovilo pro zachování monarchie. Varianta republiky nezvítězila ani v jednom ze šesti států federace. Dlouhé vládě labouristů nakonec zlomila vaz patrně nezaměstnanost, jež vystoupala na nejvyšší úroveň od velké hospodářské krize z 30. let.
Rok 1996 vynesl do čela země liberála Johna Howarda. Ten se stal významnou politickou osobností, udržel se v křesle premiéra deset let a dostal se tak na druhé místo pomyslného žebříčku výdrže australských premiérů, hned za Menziese. Howard přišel s větší regulací zbraní, čímž reagoval na masakr v Port Arthuru, který Austrálií otřásl. Zjednodušil menším podnikům proces výpovědi zaměstnancům. Roku 1999 vyslal vojenskou misi do Východního Timoru, pod hlavičkou OSN. V reakci na vlnu terorismu (11. září, útoky na Bali) zavedl nová protiteroristická opatření a vyslal vojáky do války v Afghánistánu a Iráku. Porušil tabu a zaútočil na domorodé komunity, když zveřejnil zprávu o rozšířeném zneužívání dětí v nich. Jako první poválečný australský vůdce zpřísnil imigrační politiku, když zavedl zadržování žadatelů o azyl v detenčních táborech mimo australské území v Nauru a na Papui Nové Guineji. Přišel též s vracením plavidel s nelegálními uprchlíky zachycených na moři. Přišel s vlnou privatizací a získané peníze použil na snížení státního dluhu. Zemi v roce 2007 odevzdal labouristům jako prosperující.

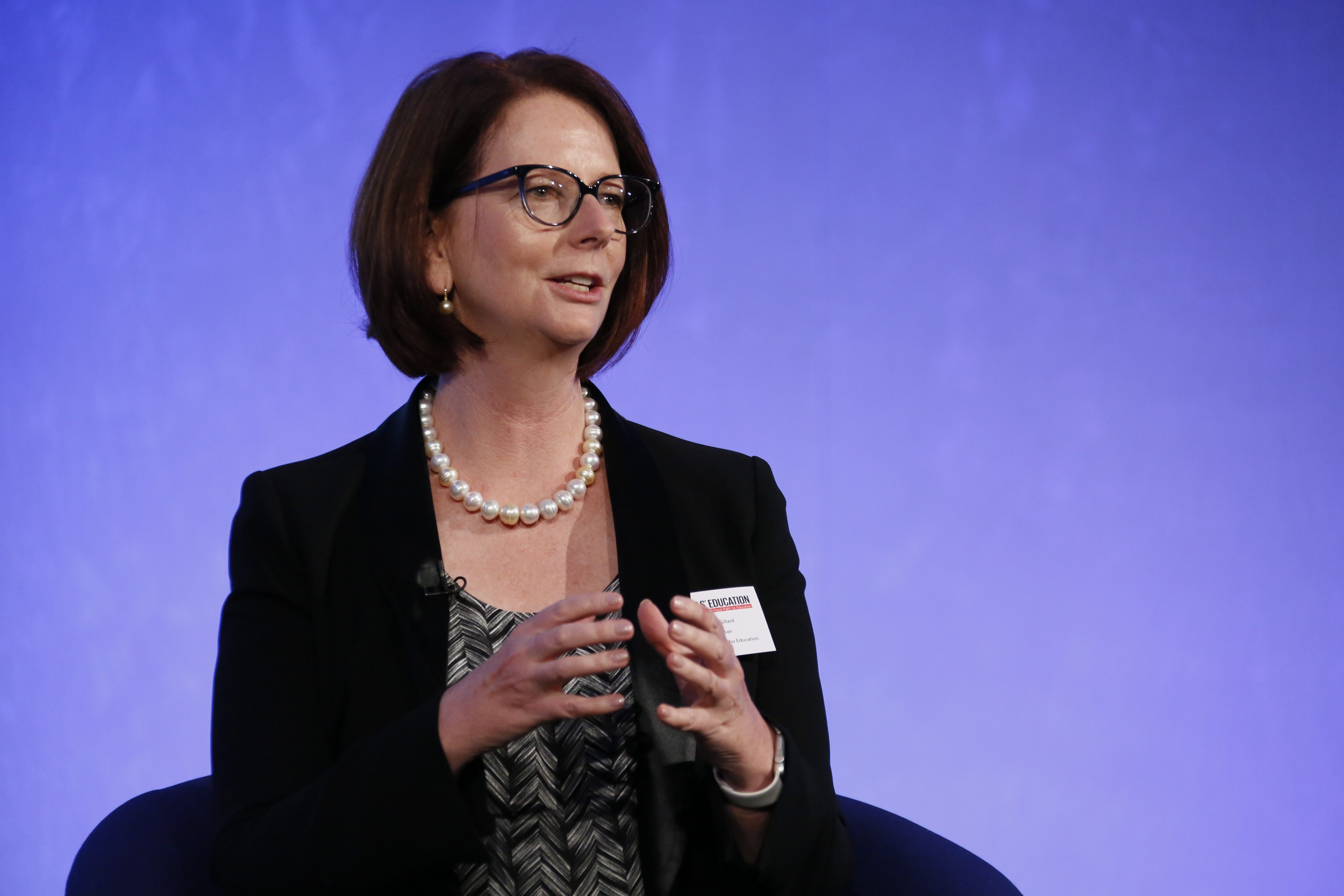
Julia Gillardová, první žena na postu premiéra

Labouristé poté vládli v letech 2007-2013. Dali Austrálii v tomto období mj. první ženu v premiérském úřadě, Julii Gillardovou. Jejich vláda přinesla boj proti globálnímu oteplování, zintenzivnění vztahů s Asií (sám ministerský předseda Kevin Rudd uměl plynně čínsky) a zrušení Howardových protimigračních opatření, k nimž se však, po silném zintenzivnění imigrace, pozvolna vracela.
Od roku 2013 vládnou znovu liberálové. Ihned po převzetí moci opětovně zpřísnili migrační politiku, v rámci operace Sovereign Borders. Liberální vláda rovněž uzavřela dohodu o volném obchodu s Jižní Koreou a dohodu o hospodářském partnerství s Japonskem.